# Corre
Pour les articles homonymes, voir Corre (homonymie).
Pour l’article ayant un titre homophone, voir Corps.
Cet article possède un paronyme, voir Morre.
Corre est une commune française située dans le département de la Haute-Saône, la région culturelle et historique de Franche-Comté et la région administrative Bourgogne-Franche-Comté.

## Géographie
Corre est située au confluent de la Saône et du Côney. Il est l'entrée sud du canal de l'Est (canal des Vosges depuis 2003, la branche nord du canal de l'Est devenant le canal de la Meuse).

### Climat
Pour des articles plus généraux, voir Climat de la Bourgogne-Franche-Comté et Climat de la Haute-Saône.
En 2010, le climat de la commune est de type climat des marges montargnardes, selon une étude du Centre national de la recherche scientifique s'appuyant sur une série de données couvrant la période 1971-2000. En 2020, Météo-France publie une typologie des climats de la France métropolitaine dans laquelle la commune est dans une zone de transition entre le climat océanique altéré et le climat océanique altéré et est dans la région climatique  Lorraine, plateau de Langres, Morvan, caractérisée par un hiver rude (1,5 °C), des vents modérés et des brouillards fréquents en automne et hiver.
Pour la période 1971-2000, la température annuelle moyenne est de 10 °C, avec une amplitude thermique annuelle de 17,1 °C. Le cumul annuel moyen de précipitations est de 894 mm, avec 12,7 jours de précipitations en janvier et 9,5 jours en juillet. Pour la période 1991-2020, la température moyenne annuelle observée sur la station météorologique de Météo-France la plus proche, « Venisey », sur la commune de Venisey à 10 km à vol d'oiseau, est de 11,0 °C et le cumul annuel moyen de précipitations est de 850,7 mm. 
La température maximale relevée sur cette station est de 39,7 °C, atteinte le 25 juillet 2019 ; la température minimale est de −17,4 °C, atteinte le 30 décembre 2005,,.
Les paramètres climatiques de la commune ont été estimés pour le milieu du siècle (2041-2070) selon différents scénarios d'émission de gaz à effet de serre à partir des nouvelles projections climatiques de référence DRIAS-2020. Ils sont consultables sur un site dédié publié par Météo-France en novembre 2022.

## Urbanisme

### Typologie
Au 1er janvier 2024, Corre est catégorisée commune rurale à habitat dispersé, selon la nouvelle grille communale de densité à sept niveaux définie par l'Insee en 2022.
Elle est située hors unité urbaine et hors attraction des villes,.

### Occupation des sols
L'occupation des sols de la commune, telle qu'elle ressort de la base de données européenne d’occupation biophysique des sols Corine Land Cover (CLC), est marquée par l'importance des territoires agricoles (88 % en 2018), en diminution par rapport à 1990 (90,6 %). La répartition détaillée en 2018 est la suivante : 
terres arables (48,3 %), prairies (33,6 %), zones urbanisées (9,9 %), zones agricoles hétérogènes (6,1 %), forêts (2,1 %). L'évolution de l’occupation des sols de la commune et de ses infrastructures peut être observée sur les différentes représentations cartographiques du territoire : la carte de Cassini (XVIIIe siècle), la carte d'état-major (1820-1866) et les cartes ou photos aériennes de l'IGN pour la période actuelle (1950 à aujourd'hui).

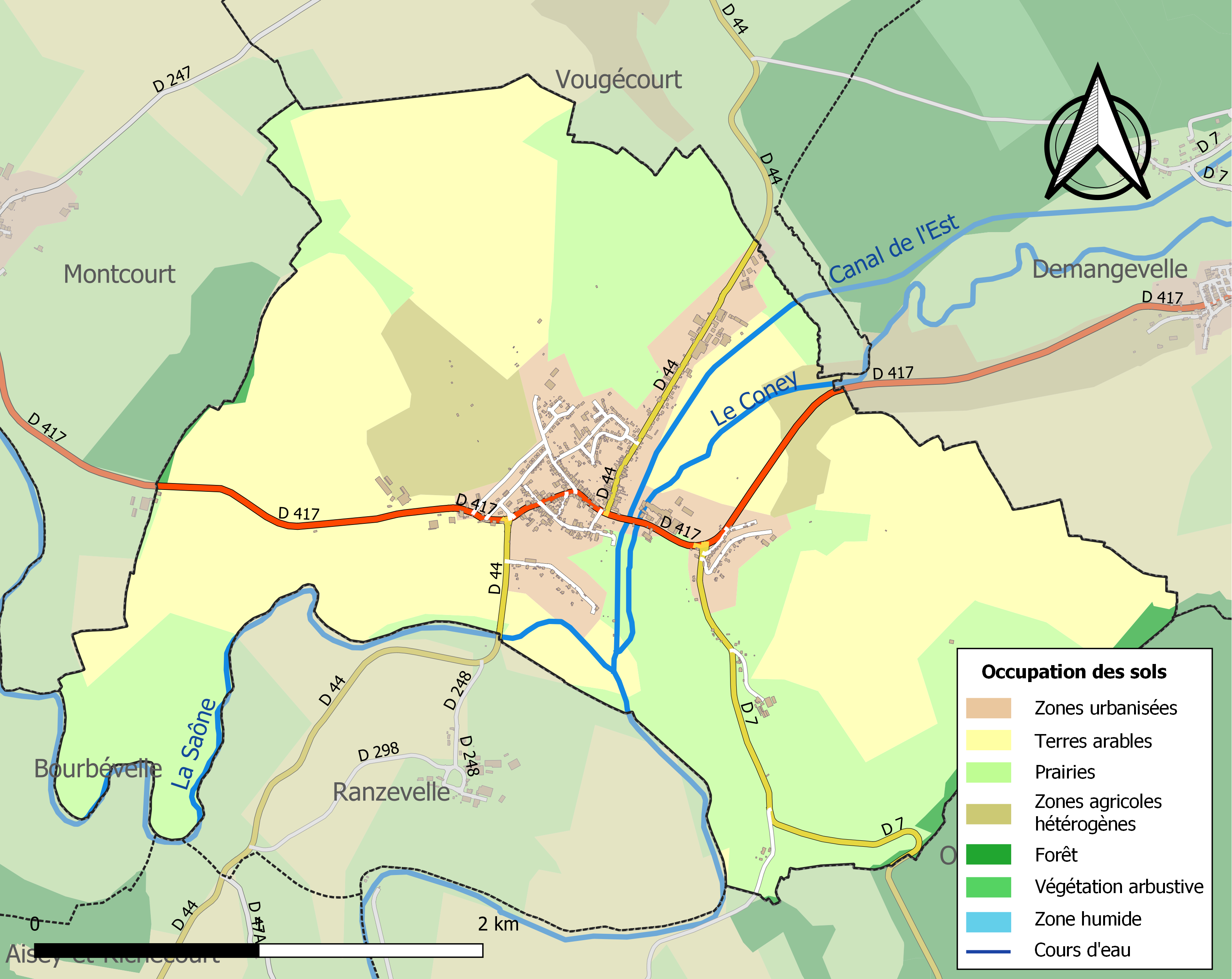
Carte des infrastructures et de l'occupation des sols de la commune en 2018 (CLC).

## Histoire

### Antiquité

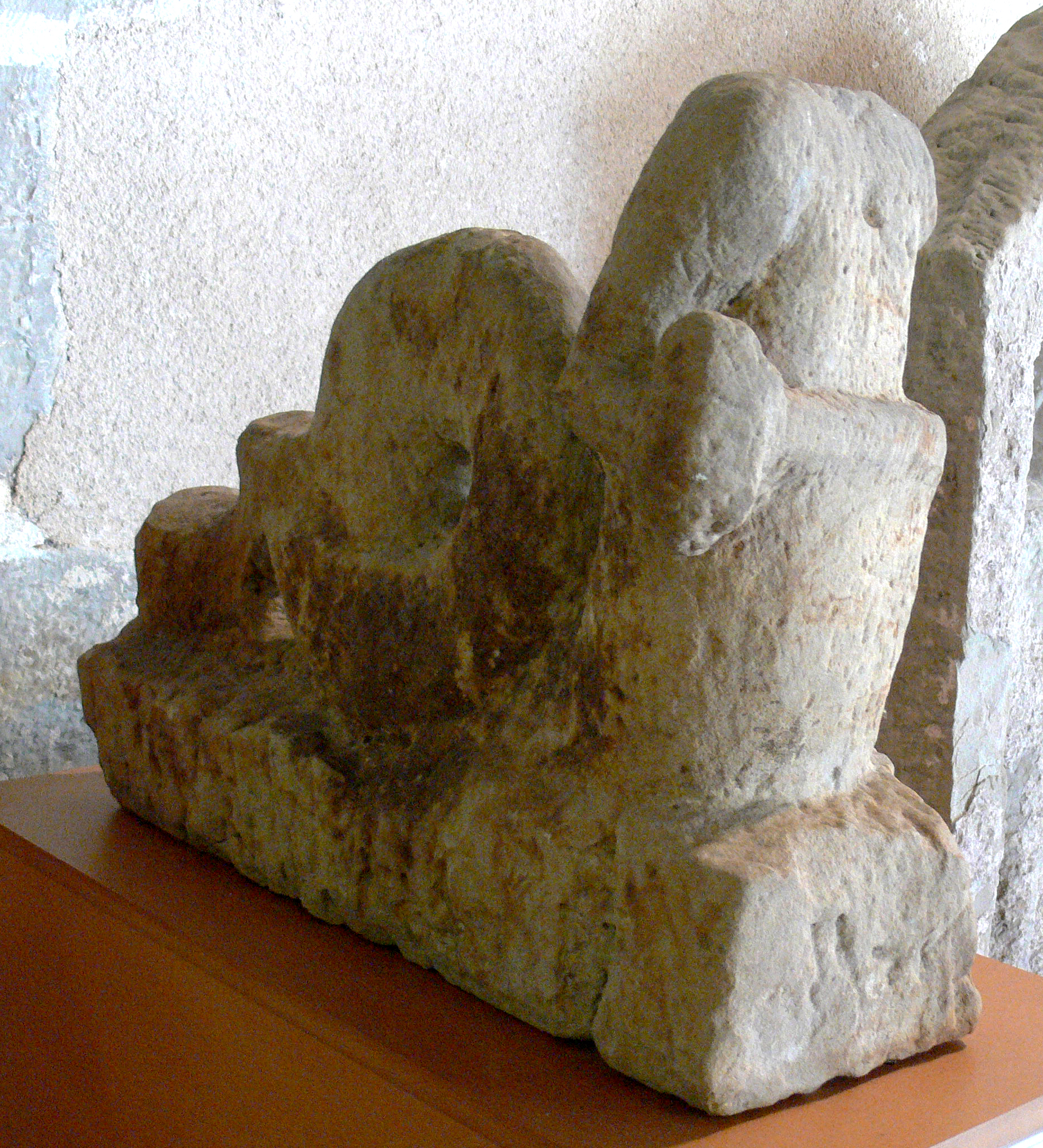
Divinité marine de Corre. Ép. gallo-romaine. Musée Georges-Garret Vesoul.

Les premières traces d'une occupation humaine sur le territoire de la commune remontent à la protohistoire avec la découverte de quelques monnaies gauloises, séquanes et leuques, conservées aujourd'hui au Musée des Beaux-Arts et d'Archéologie de Besançon.
Le site ne connait son véritable développement qu'à partir de la période gallo-romaine, vraisemblablement en tant qu'agglomération-carrefour. Ce statut est double ; situé à la confluence du Côney et de la Saône navigable, l'agglomération antique est traversée par trois voies antiques secondaires : la voie dite "du Rhin", allant de Besançon à Langres, la voie dite "de Lorraine" en direction du nord reprise par l'actuel tracé de la rue Émile Hauviller et la voie Luxeuil-lès-Bains / Bourbonne-lès-Bains, fossilisée par l'actuelle R.D. 417.
Le port fluvial, premier en amont de la rivière, est placé en amont de la confluence avec le Côney.
En effet, l'ancien chemin de portage de Corre à Charmes permet de faire communiquer par voie de terre à travers la Vôge les deux rivières, Saône et Moselle,
Entre le XVe et le XVIIIe siècle, Corre est une terre de surséance régulièrement disputée entre la Franche-Comté et la Lorraine.
Cette voie romaine de liaison entre ces deux rivières devait être très importante, car à chaque extrémité, Corre sur la Saône et Portieux sur la Moselle, les Romains avaient édifié une colonne au dieu cavalier,.

### Résistance pendant laSeconde Guerre mondiale
Le "Groupe de Corre" comprend 31 résistants dont 24 de la commune de Corre. Le groupe est actif dans la région avec utilisation d'explosifs, destructions de voies ferrées, transport d'armes et accrochages avec les Allemands. Le 13 février 1943, dix résistants sont arrêtés dont neuf seront fusillés au Sabot de Frétey le 6 avril 1943,. Une stèle leur est dédiée et une cérémonie commémorative a lieu chaque année.
Le général allemand Fritz  von Brodowski a été fait prisonnier le 19 septembre 1944 à Corre.Il a été détenu à la citadelle de Besançon, jusqu'au 28 octobre 1944 date de son décès.Brodowski a participer ( mais a ce jour le toute existe)aux massacres de Tulle et d'Oradour-sur-Glane.         La commune a reçu la croix de guerre 1939-1945 à l'issue de la Seconde Guerre mondiale.

### Point stratégique fluvial
Aujourd'hui, le passage à Corre confluent de la Petite Saône et du canal des Vosges est incontournable pour les plaisanciers venant du Nord-Est de l'Europe.

## Héraldique
| Blason de Corre | Blason  | D’azur semé de billettes d’or, à deux lions affrontés, bissés et couronnés d’or, armés et lampassés de gueules ; enté d’or chargé de quatre poissons ployés de sinople, lorrés de gueules et ordonnés en croix virgulée. |
| Blason de Corre | Détails | Le statut officiel du blason reste à déterminer. |

## Politique et administration

### Rattachements administratifs et électoraux
La commune fait partie de l'arrondissement de Vesoul du département de la Haute-Saône, en région Bourgogne-Franche-Comté. Pour l'élection des députés, elle dépend de la première circonscription de la Haute-Saône.
Corre fait partie depuis la Révolution française du canton de Jussey. Dans le cadre du redécoupage cantonal de 2014 en France, celui-ci s'est étendu, passant de 22 à 65 communes.

### Intercommunalité
La commune était membre de la petite communauté de communes du Pays jusséen, intercommunalité créée au 1er janvier 1990 et qui regroupait environ 4 300 habitants en 2009.
L'article 35 de la loi n° 2010-1563 du 16 décembre 2010 « de réforme des collectivités territoriales » prévoyait d'achever et de rationaliser le dispositif intercommunal en France, et notamment d'intégrer la quasi-totalité des communes françaises dans des EPCI à fiscalité propre, dont la population soit normalement supérieure à 5 000 habitants.
Dans ce cadre, le schéma départemental de coopération intercommunale a prévu la fusion cette intercommunalité avec d'autres, et l'intégration à la nouvelle structure de communes restées jusqu'alors isolées. Cette fusion, effective le 1er janvier 2013, a permis la création de la communauté de communes des Hauts du val de Saône, à laquelle la commune est désormais membre.

### Liste des maires
| Période    | Période | Identité          | Étiquette | Qualité                                                      |
| ---------- | ------- | ----------------- | --------- | ------------------------------------------------------------ |
| mars 2001  | 2014    | Jean Sperka       |           |                                                              |
| avril 2014 | 2026    | Christine Litzler | DVD       | Vice-présidente de la CC des Hauts du val de Saône (2014 → ) |

## Démographie
En 2022, la commune de Corre comptait 594 habitants. À partir du XXIe siècle, les recensements réels des communes de moins de 10 000 habitants ont lieu tous les cinq ans. Les autres « recensements » sont des estimations.
| 1793 | 1800 | 1806 | 1821 | 1831 | 1836 | 1841 | 1846 | 1851 |
| ---- | ---- | ---- | ---- | ---- | ---- | ---- | ---- | ---- |
| 598  | 632  | 636  | 628  | 710  | 695  | 721  | 745  | 760  |

| 1856 | 1861 | 1866 | 1872 | 1876 | 1881 | 1886 | 1891 | 1896 |
| ---- | ---- | ---- | ---- | ---- | ---- | ---- | ---- | ---- |
| 657  | 666  | 692  | 680  | 648  | 656  | 692  | 622  | 651  |

| 1901 | 1906 | 1911 | 1921 | 1926 | 1931 | 1936 | 1946 | 1954 |
| ---- | ---- | ---- | ---- | ---- | ---- | ---- | ---- | ---- |
| 692  | 612  | 632  | 613  | 677  | 667  | 604  | 544  | 558  |

| 1962 | 1968 | 1975 | 1982 | 1990 | 1999 | 2006 | 2008 | 2013 |
| ---- | ---- | ---- | ---- | ---- | ---- | ---- | ---- | ---- |
| 595  | 667  | 689  | 766  | 684  | 614  | 600  | 595  | 575  |

| 2018 | 2022 | - | - | - | - | - | - | - |
| ---- | ---- | - | - | - | - | - | - | - |
| 601  | 594  | - | - | - | - | - | - | - |

## Économie

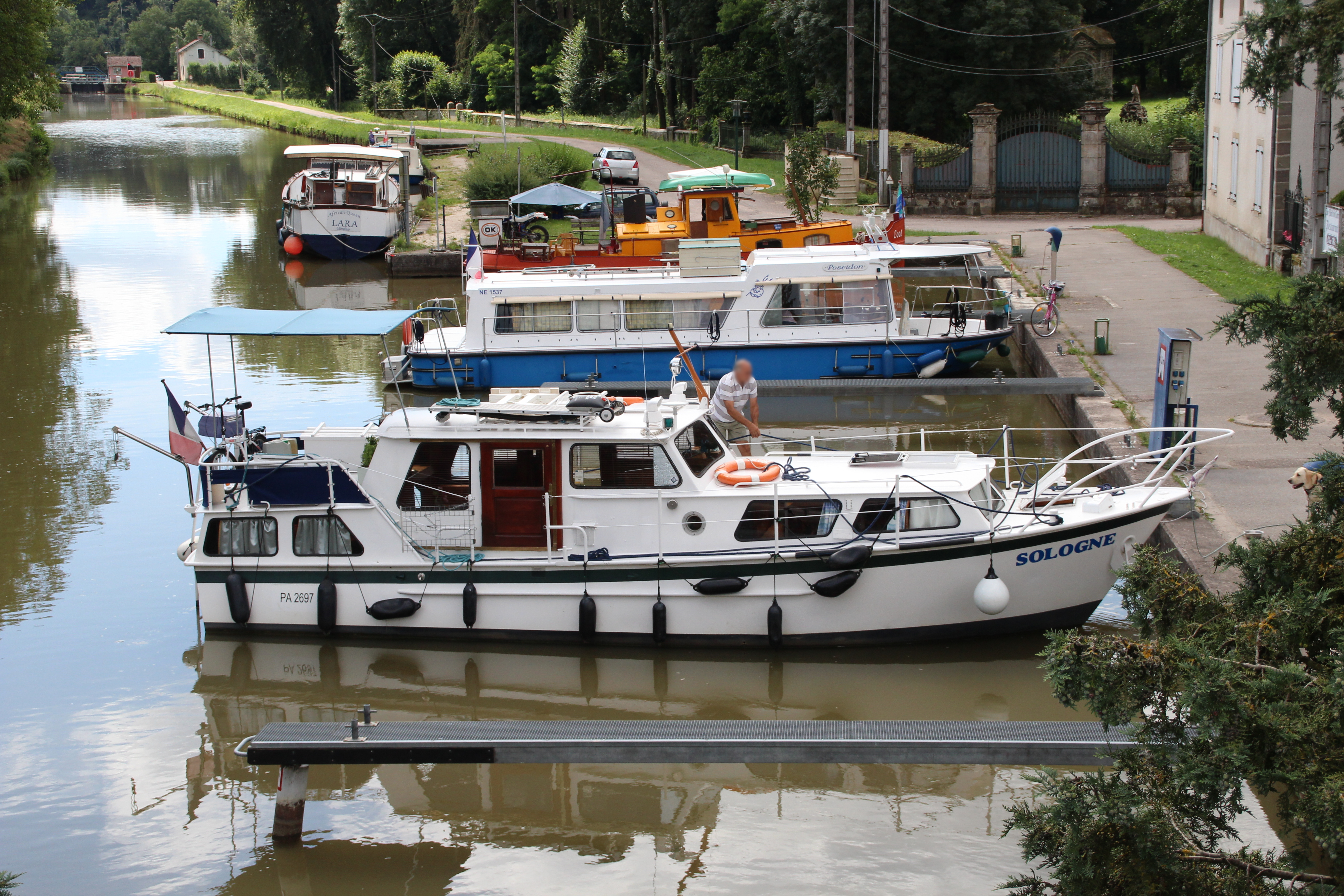
Port de plaisance en 2013.

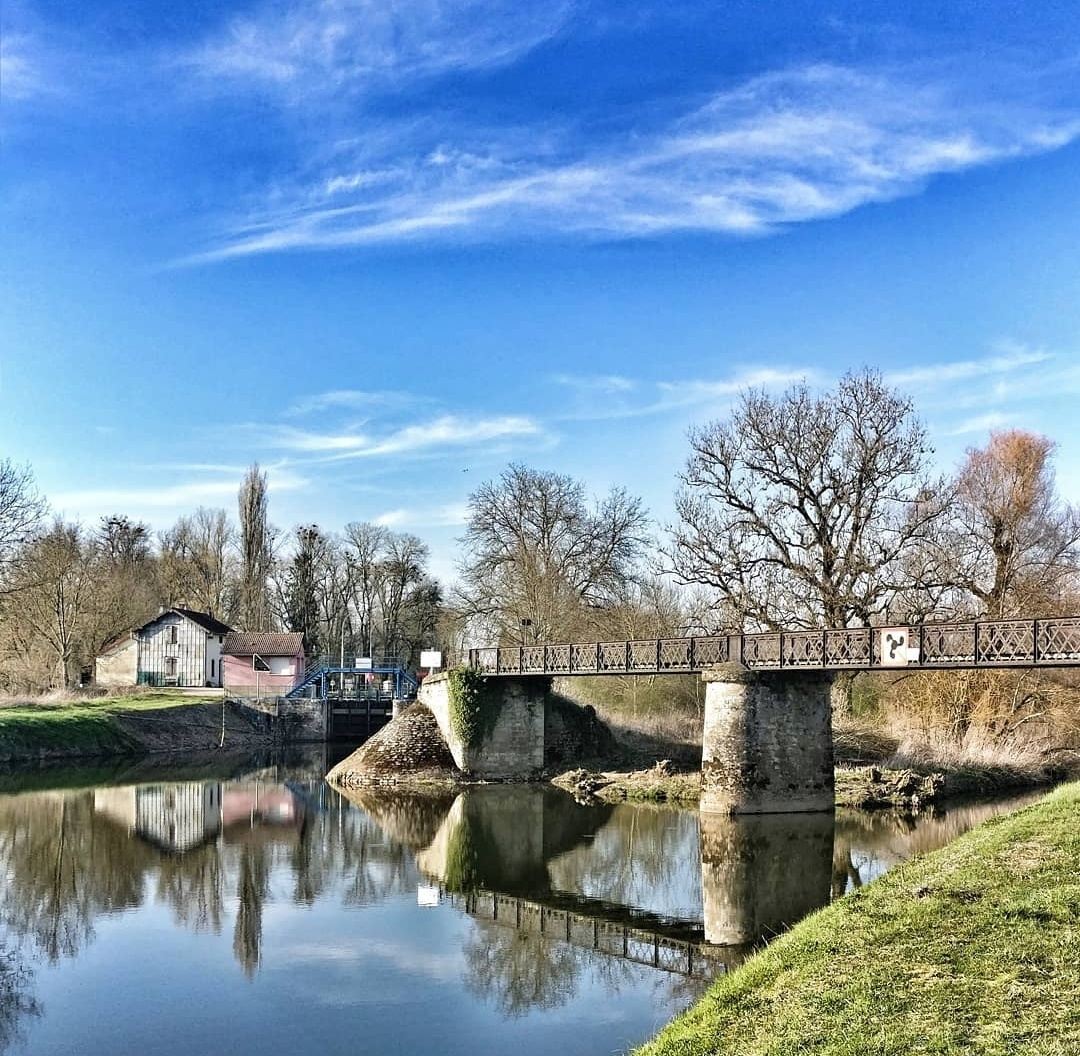
Écluse de Corre

### Tourisme et agriculture.
Le port de plaisance de Corre est le point essentiel du tourisme ainsi que du commerce vente et réparation de bateaux,.
L'agriculture très importante par le passé continue d'exister avec ses fermes familiales, la culture et l'élevage engendrant une activité de réparation mécanique,.
La forêt est représentée par l'ONF de Corre.
Le bois est travaillé industriellement en scieries et fabriques de meubles.

## Lieux et monuments

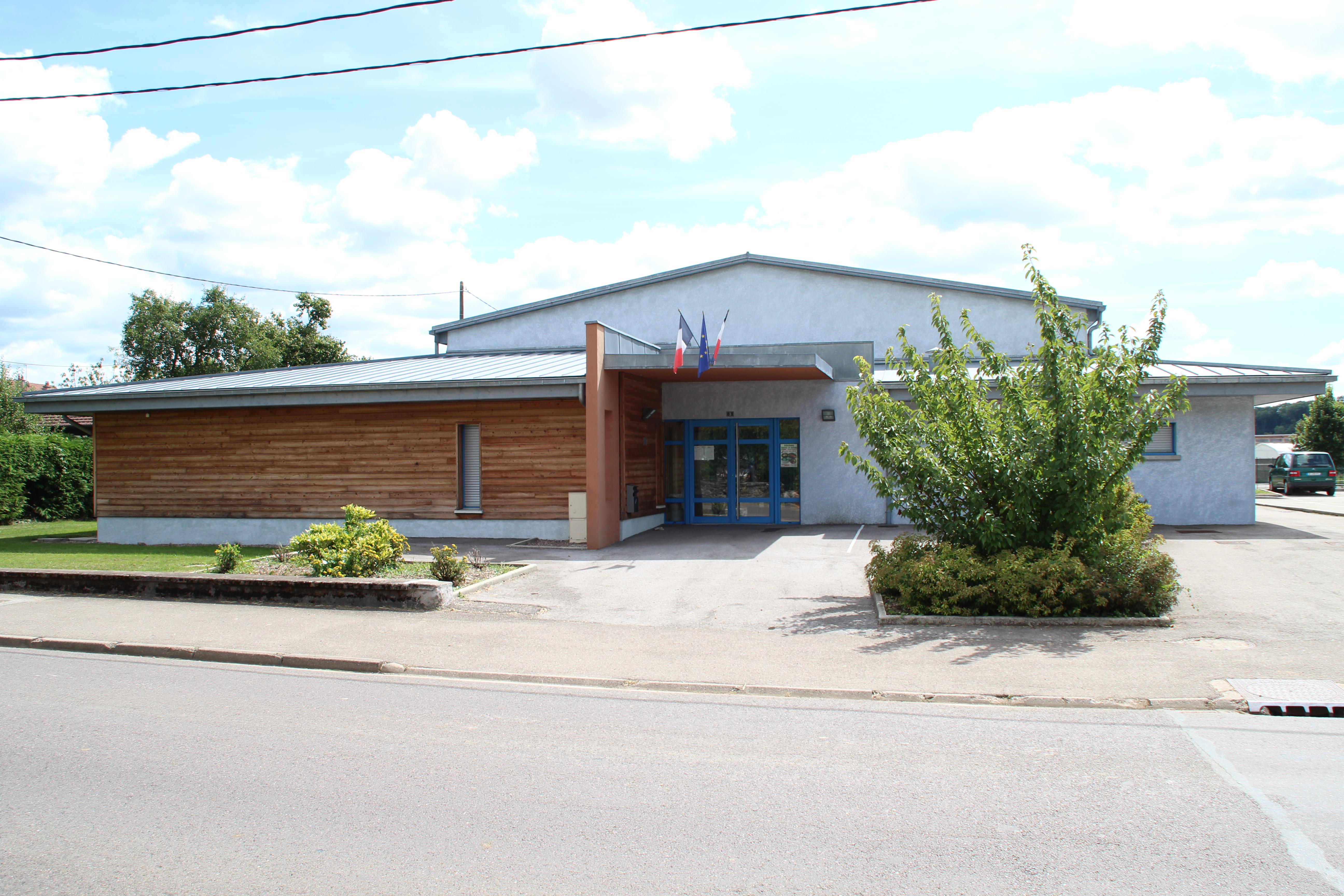
Salle des fêtes.
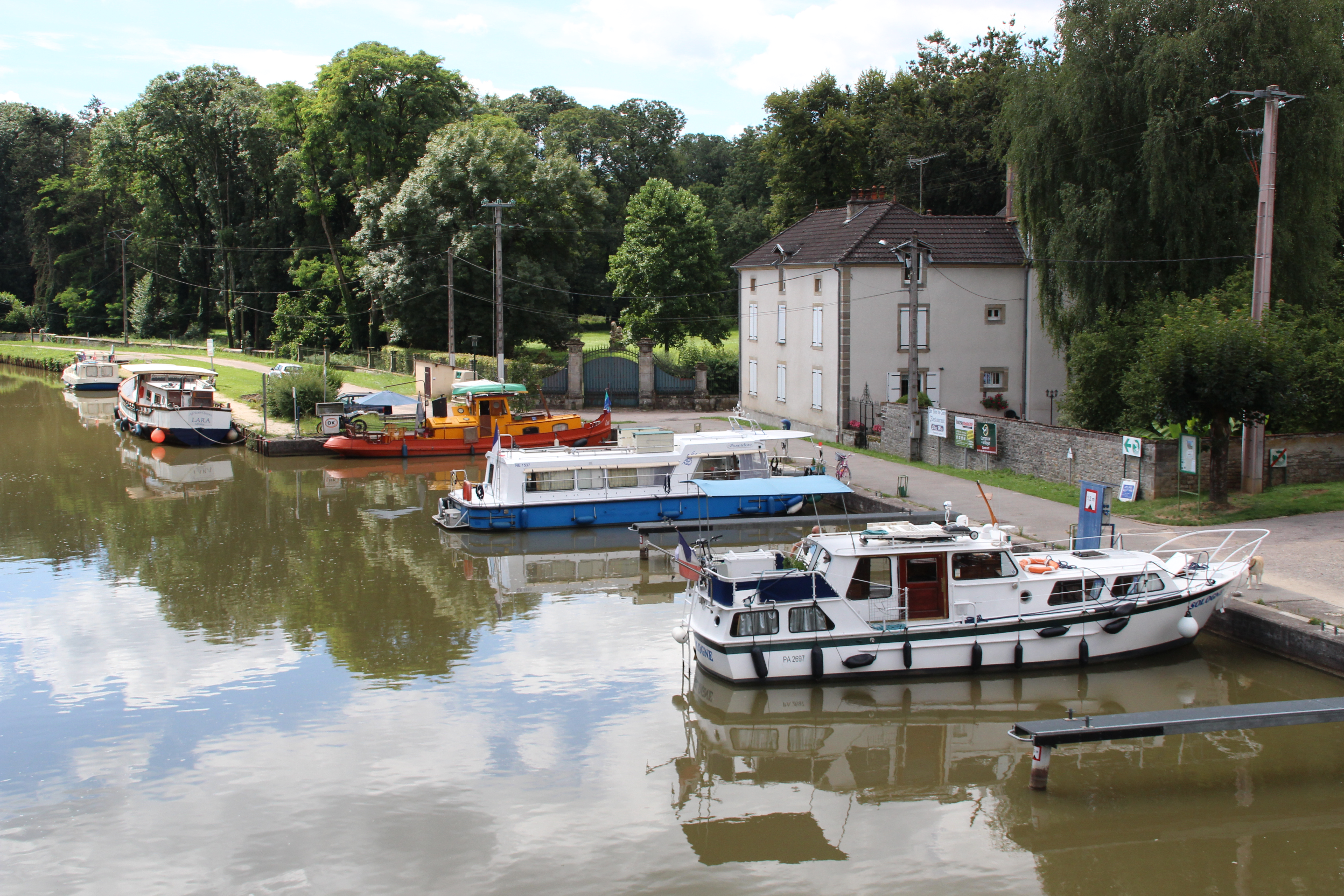
Port de plaisance.
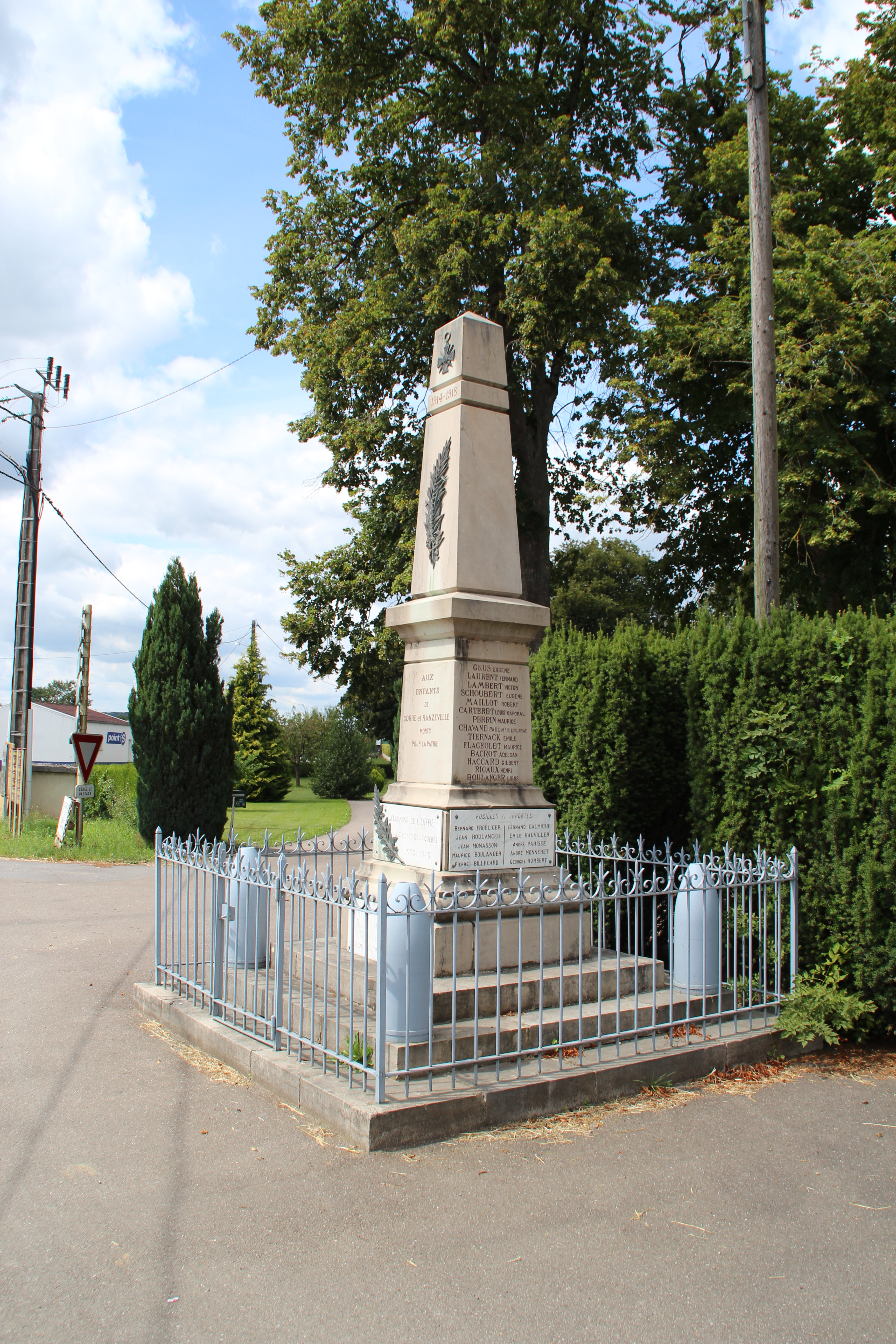
Monument aux morts.
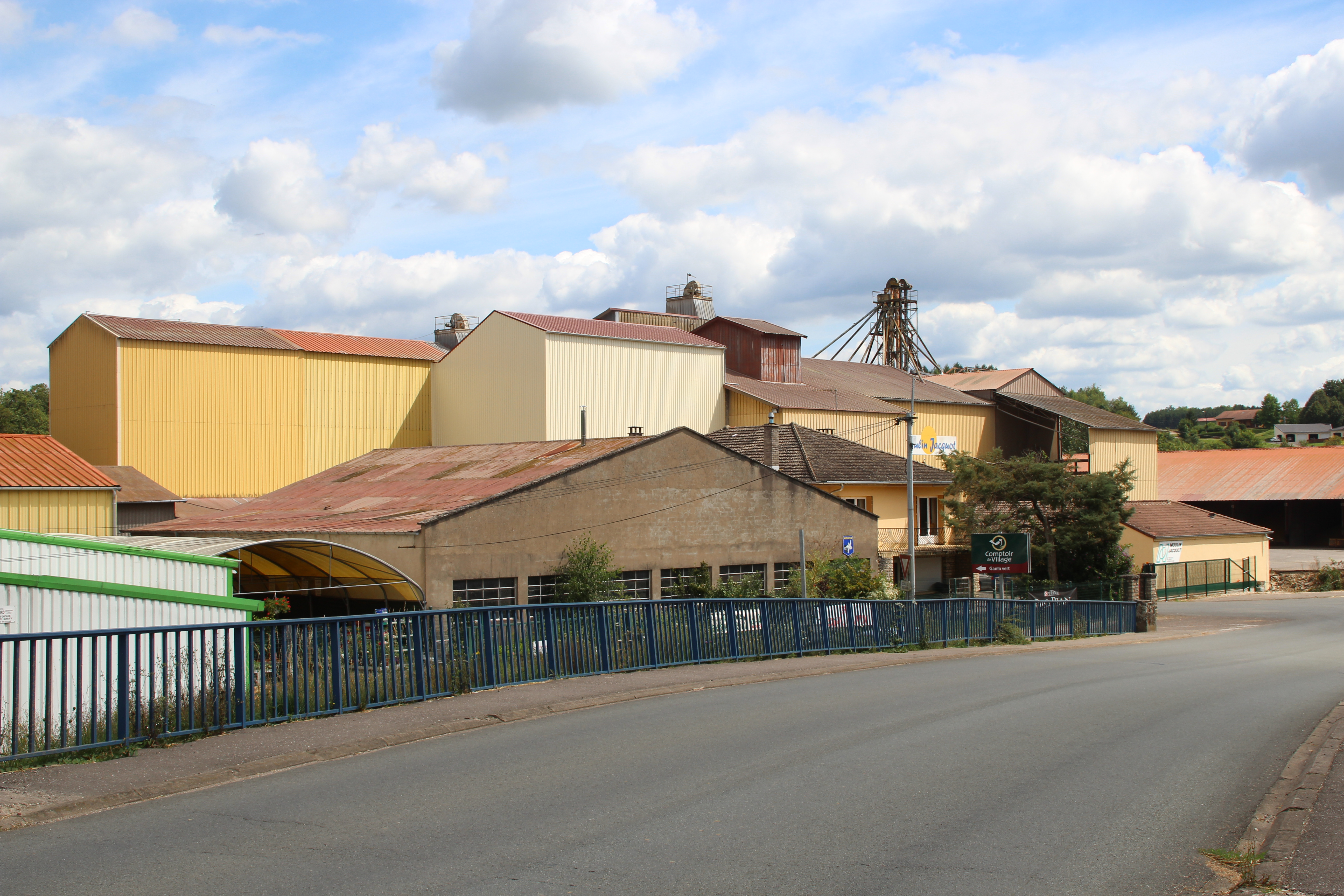
Moulin Jacquot.
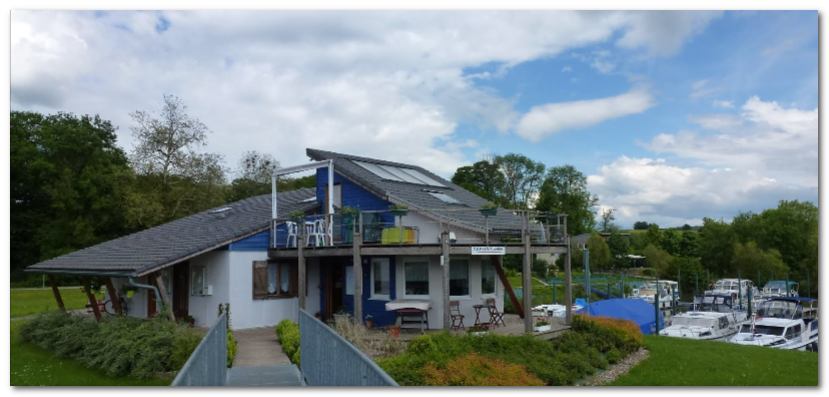
Marina de Corre.
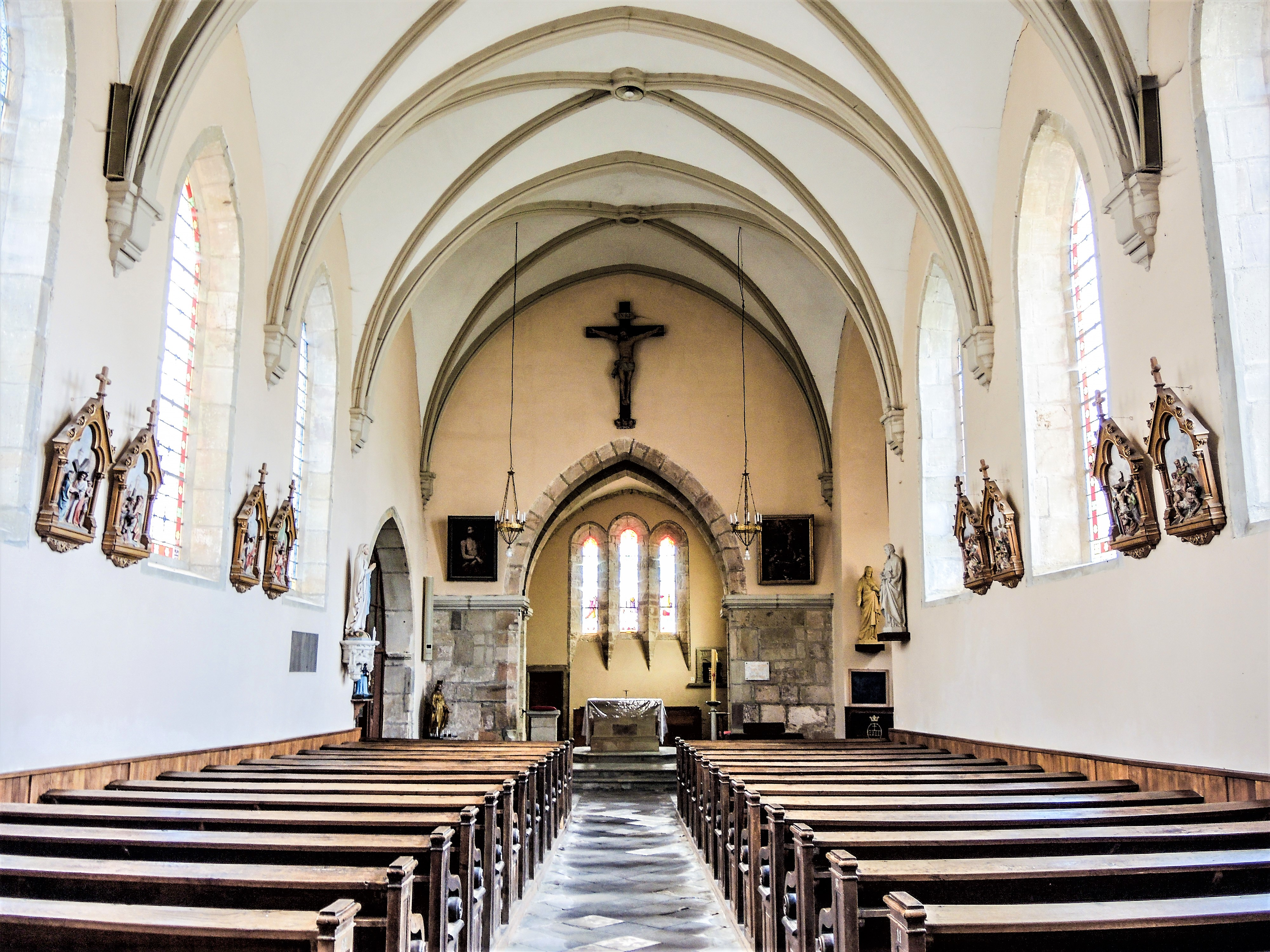
Vue intérieure de l'église Saint-Maurice

## Personnalités liées à la commune
- Philippe Barbier-Saint-Hilaire, polytechnicien et ingénieur.
- Fernand Galmiche (1921-1944) résistant du « groupe de Corre » médaillé en 1946 à titre posthume[41],[21].